# Membranprotein
Ein Membranprotein ist ein Protein, das mit der Zellmembran oder einer Biomembran von Zellkompartimenten bzw. Organellen einer Zelle assoziiert ist.
Hierbei wird unterschieden zwischen peripheren Membranproteinen, als an die Membranoberfläche gebundenen Proteinen, und integralen Membranproteinen, welche mit einem hydrophoben Anteil in die Doppellipidschicht der Membran integriert sind und sie zumeist als Transmembranprotein durchspannen. Etwa 25 bis 30 Prozent aller natürlich vorkommenden Proteine sind in Zellmembranen eingelagert. Die Bezeichnung Proteolipide ist eine veraltete Bezeichnung für hydrophobe integrale Membranproteine. Proteolipide sind im Gegensatz zu den Lipoproteinen nicht wasserlöslich.
Neben den Strukturproteinen und den globulären Proteinen bilden Membranproteine eine Hauptklasse an Proteinen.

## Eigenschaften
Zu den integralen Membranproteinen gehören die Transmembranproteine, während zu den peripheren Membranproteinen die membranständigen Proteine zählen. Der Unterschied liegt darin, ob sie die Biomembran vollständig oder zum Teil durchziehen oder nur an die hydrophile Oberfläche der Lipiddoppelschicht angelagert bzw. darin verankert sind. Zelluläre Proteine mit Anteilen auf der Zelloberfläche werden als Oberflächenproteine bezeichnet.
Viele Oberflächenproteine wurden als CD-Antigene entdeckt. Virale Proteine an der Oberfläche eines Virions werden auch als Oberflächenproteine bezeichnet und binden dort oftmals Antikörper, sind jedoch nur bei behüllten Viren auch gleichzeitig Membranproteine mit den charakteristischen hydrophoben Aminosäuresequenzen. Proteine und Kohlenhydrate mit zumindest einem Anteil auf der Zelloberfläche können als Antigene eine humorale Immunantwort auslösen und werden im Bezug auf das Immunsystem als Oberflächenantigene bezeichnet.
Die Struktur der Proteine hängt vom Zustand ab. Ein in der Membran verankertes Protein besitzt oft Phosphorylierungs-, Glykosylierungs- und Myristoylierungsstellen, welche posttranslational die Tertiärstruktur beeinflussen.
Membranproteine sind von großer medizinischer Bedeutung: etwa die Hälfte aller derzeit zugelassener Arzneimittel wirkt auf diesen Proteintyp als therapeutische Zielstruktur ein.

## Funktionen
Membranproteine sind funktionelle Schlüsselproteine, da sie zum einen wichtiger Bestandteil der strukturellen Abgrenzung der Organellen sind; weiterhin spielen sie eine entscheidende Rolle bei nahezu allen zellulären Funktionen. Zu nennen sind hier neben anderen:
1. Enzymaktivität
2. Signalübertragung
3. Transport (Proteine, Ionen etc.)
4. Verankerung an Cytoskelett und extrazellulärer Matrix
5. Zell-Zell-Erkennung
6. Zellverbindung

## Typen
Membranproteine übernehmen meist wichtige physiologische Aufgaben, z. B. als Zelladhäsionsmoleküle, Translokasen oder Rezeptoren von Signalwegen. Beispiele sind Porine (z. B. Aquaporine, wichtig für den Wasser- und Energiehaushalt) und ABC-Transporter sowie Lichtrezeptoren wie Rhodopsin.
Man unterscheidet die Transmembranproteine funktionell. Transporter und Kanäle sind essentiell, um u. a. das Ionengleichgewicht einer Zelle zu gewährleisten, Enzyme katalysieren wichtige Stoffwechselprozesse, Rezeptoren dienen einer Weiterleitung von Signalen über eine Lipidschicht hinweg, Connexine knüpfen direkte Verbindungen zwischen Zellen usw.
Transporterklassen
1. ABC-Transporter
2. Ionenkanäle
3. Membranständige ATPasen
4. SLC-Transporter
5. Wasserkanäle (siehe Aquaporine)

## Hydrophobizität
Transmembranproteine sind im Transmembranbereich (Transmembrandomäne von etwa acht bis zwölf Aminosäuren) gehäuft aus den weniger polaren bzw. hydrophoberen Aminosäuren aufgebaut, die mit den Lipiden der Membran eine Protein-Lipid-Interaktion eingeht.